# 奇利亞湖
奇利亞湖是俄羅斯的湖泊，由哈巴羅夫斯克邊疆區負責管轄，位於黑龍江流域，面積140平方公里，最大深度2.6米，平均深度0.9米，是鮭魚的棲息地。